# Pakhapani (Rolpa)
Pakhapani (nep. पाखापानी) – gaun wikas samiti w zachodniej części Nepalu w strefie Rapti w dystrykcie Rolpa. Według nepalskiego spisu powszechnego z 2011 roku liczył on 1012 gospodarstw domowych i 6167 mieszkańców (3265 kobiet i 2902 mężczyzn).